# Negayan enrollada
Negayan enrollada är en spindelart som beskrevs av Lopardo 2005. Negayan enrollada ingår i släktet Negayan och familjen spökspindlar. Inga underarter finns listade i Catalogue of Life.